# André Gevers
André Gevers (Schijndel, 19 d'agost de 1952) va ser un ciclista neerlandès que fou professional entre 1976 i 1983. Com a ciclista amateur aconseguí notables èxits, entre ells el Campionat del món en ruta de 1975.

## Palmarès
- 1973
  - Vencedor d'una etapa del Tour de l'Avenir
- 1975
  -  Campió del món amateur en ruta
  - 1r a la Fletxa d'or (amb Alfons van Katwijk)
  - Vencedor d'una etapa de la Volta a Holanda del Nord
  - Vencedor d'una etapa de l'Olympia's Tour
- 1976
  - Vencedor d'una etapa de la Volta als Països Baixos
  - Vencedor d'una etapa del Circuit de La Sarthe
  - Vencedor d'una etapa del Tour d'Indre i Loira
- 1977
  - Vencedor d'una etapa del Circuit de La Sarthe